# 曾鳳儀
曾鳳儀（1551年—？），字舜徵，號瑞亭、金簡，湖廣衡州府耒陽縣人，民籍，明朝政治人物。

## 生平
萬曆元年（1573年）癸酉科湖廣鄉試第二名。萬曆十一年（1583年）癸未科三甲九十四名進士。吏部觀政，本年授直隶長洲知縣，听調，改順天府學教授，十六年升國子監博士，十七年升监丞，十八年升礼部主事，升员外郎，二十二年丁憂。二十五年復除原职，二十六年仕至禮部郎中，京察去職。四十一年降福建運判，四十四年升南户部主事，四十五年升礼部郎中。隱退之後，篤信佛法。

## 家族
曾祖父曾開；祖父曾本元；父親曾全。母嚴氏。